# Jaureguiberry

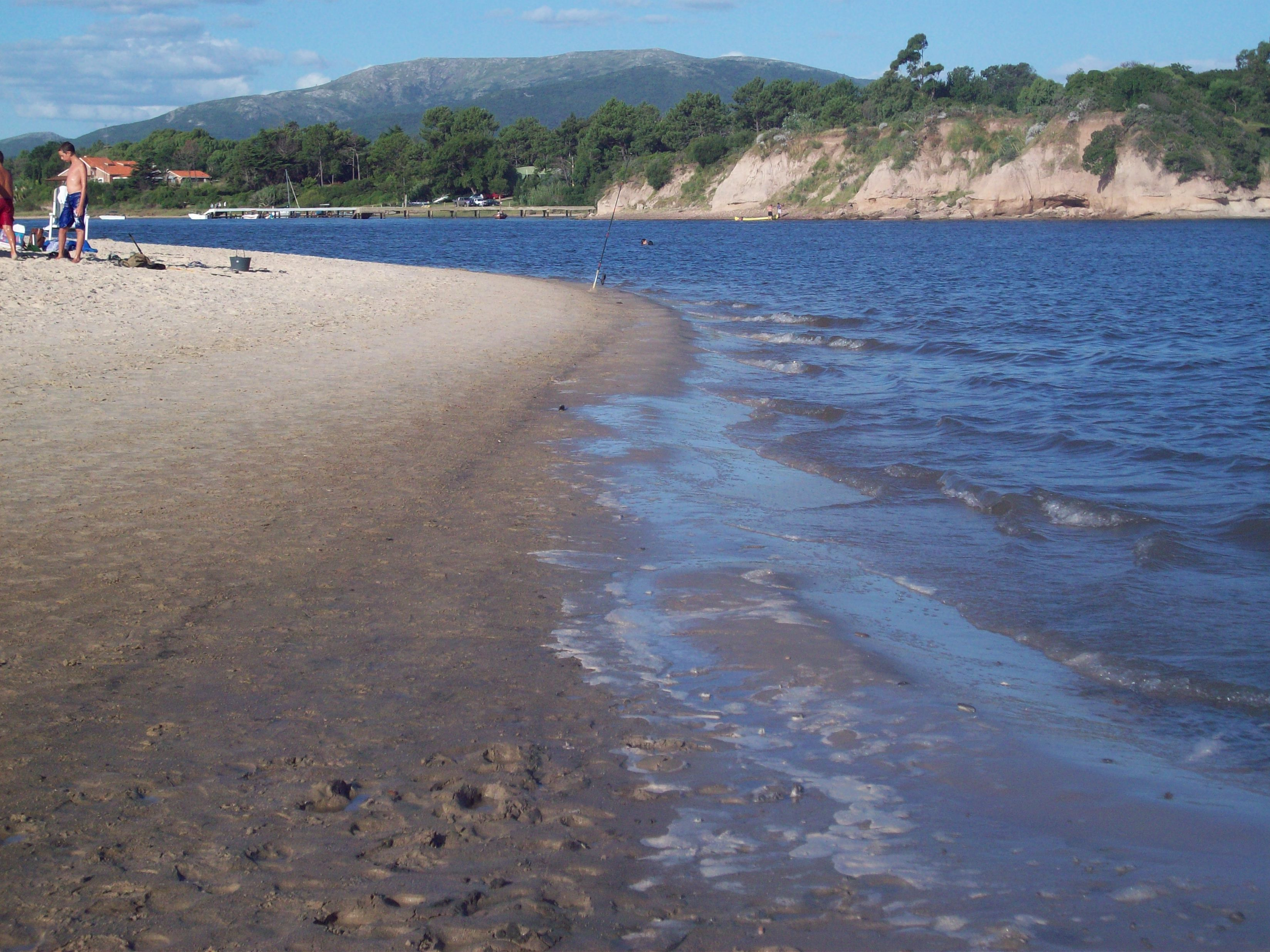
El arroyo Solís Grande en su desembocadura en el Río de la Plata junto a Jaureguiberry.

Jaureguiberry es un balneario uruguayo del departamento de Canelones. Forma parte del municipio de La Floresta.

## Ubicación
El balneario se encuentra localizado al sureste del departamento de Canelones, sobre las costas del Río de la Plata y sobre la margen oeste del arroyo Solís Grande, límite con el departamento de Maldonado, en el km 79 de la ruta Interbalnearia. Limita al oeste con el Balneario Argentino y al este con el balneario Solís.

## Historia
El balneario fue creado por Miguel Jaureguiberry (1871-1953), quien además le dio su nombre, sobre un arenal de 1000 hectáreas ubicado junto a la desembocadura del arroyo Solís Grande en el Río de la Plata. Por medio de la plantación de árboles fijó las dunas, delineó calles y loteó terrenos. El plano del balneario fue inscripto y luego validado por el intendente de Canelones el 28 de octubre de 1937. Hasta la construcción de la ruta interbalnearia, la zona se comunicaba con el exterior a través del arroyo Solís.
En 1939 Miguel Jaureguiberry donó tierras para crear un Yacht Club que al igual que el balneario llevó su nombre. Por muchos años la vida social del balneario pasó por ese local, el cual está ubicado al pie del puente del arroyo Solís. El Yacht Club es una institución histórica del lugar.Actualmente esta cerrado por reformas , con intención de integrarse nuevamente a la comunidad y colaborar con la cultura y la autosustentabilidad del balneario.

## Población
Según el censo de 2011 el balneario contaba con una población de 458 habitantes.
| 71            | 138 | 122 | 202 | 287 | 458 |
| (Fuente: INE) |     |     |     |     |     |

## Atractivos
Jaureguiberry es un balneario amplio y de carácter agreste. Posee una playa de arenas blancas y finas, características de la zona. Las viviendas de los residentes se encuentran rodeadas de terrenos, muchos de ellos conservados aún en estado natural.
En el arroyo Solís Grande se puede llevar a cabo la práctica de diversos deportes náuticos y en su desembocadura es un excelente pesquero.
En el balneario se encuentran ubicados cinco camping: el de la Federación Uruguaya de Magisterio, el de los funcionarios del Puerto, los suboficiales navales, los funcionarios de Salud Pública del sector Psiquiatría y el de la Federación Nacional de Profesores de Secundaria.
En 2016 se inauguró una escuela sostenible según el modelo Earthship. Es la primera escuela sustentable de América Latina.
La escuela tiene Maestra de Apoyo CEIBAL (MAC) que cumple la función de apoyar a los docentes en la incorporación de tecnologías en sus prácticas de aula.

## Fauna
La Fauna de Jaureguiberry está compuesta  por diversos ejemplares,entre ellos están:

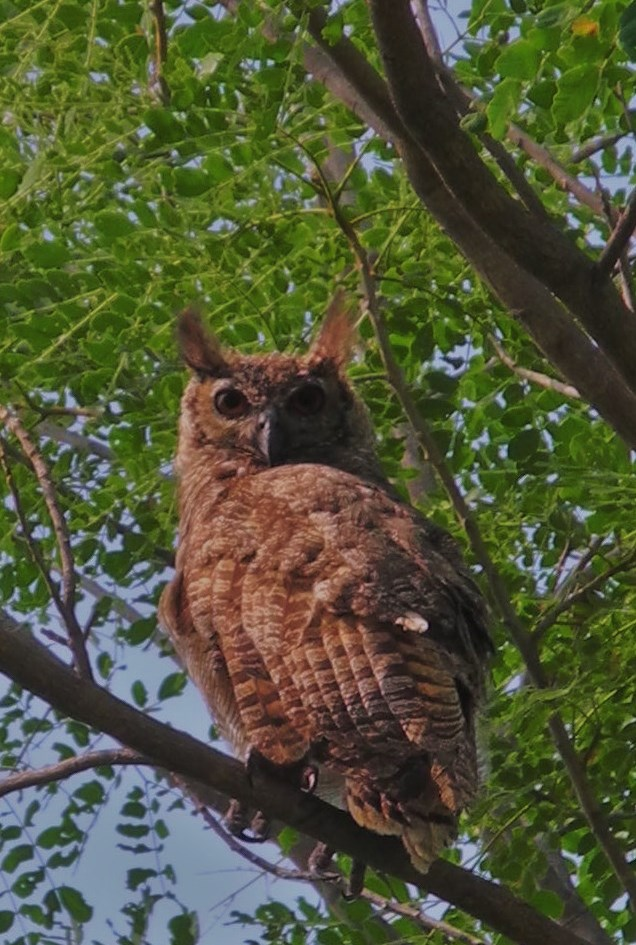
Búho, Los Llanos, Guárico

Benteveo Común

Ñacurutú,Búho.
Carpintero nuca roja,Pica palo.
Benteveo común.
Cuervo de cabeza roja.
Fueguero

## 9 Referencias
1. 1 2  Instituto Nacional de Estadísticas. «Censo 2011-Departamento de Canelones». Archivado desde el original el 7 de septiembre de 2012. Consultado el 27 de octubre de 2012.
2. ↑  Worldpostalcodes.org, código postal n.º 16404.
3. 1 2  Instituto Nacional de Estadística. «Índice toponimico de entidades de población» (doc). Archivado desde el original el 25 de mayo de 2012. Consultado el 19 de julio de 2012.
4. ↑  Ministerio de Transporte y Obras Públicas. «Guía de Tránsito y Transporte del Uruguay». Archivado desde el original el 10 de julio de 2012. Consultado el 19 de julio de 2012.
5. 1 2  Diario El País (4 de noviembre de 2011). «Jaureguiberry en una encrucijada». Archivado desde el original el 7 de septiembre de 2011. Consultado el 21 de julio de 2012.
6. ↑  Instituto Nacional de Estadísticas. «Censo 2004-Departamento de Canelones» (xls). Archivado desde el original el 1 de junio de 2012. Consultado el 19 de julio de 2012.
7. ↑  El País (31 de enero de 2011). «El último orejón de la Costa de Oro». Archivado desde el original el 29 de octubre de 2013. Consultado el 28 de octubre de 2013.
8. ↑  «Escuela sustentable en Jaureguiberry». EL PAIS.
9. ↑  Rijo, Gustavo. «La primera Escuela sustentable de Uruguay y América Latina completó su local educativo». www.anep.edu.uy. Archivado desde el original el 17 de octubre de 2017. Consultado el 17 de octubre de 2017.